# Jan Bedřich z Valdštejna

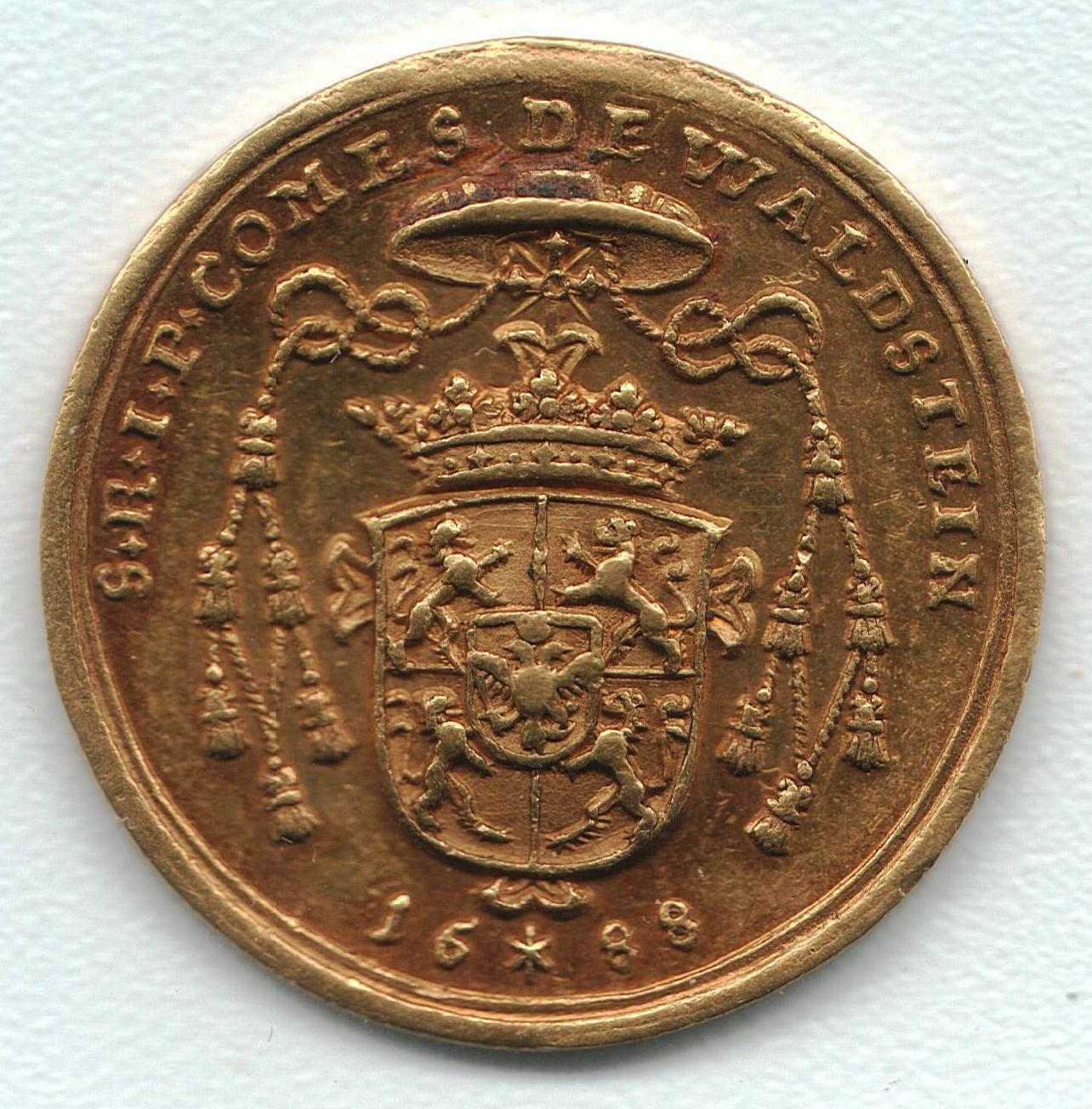
Herb arcybiskupi Valdštejna

Jan Bedřich z Valdštejna, znany także jako Johann Friedrich reichsgraf von Waldstein (ur. 18 sierpnia 1642 w Wiedniu; zm. 3 czerwca 1694 w Duchcovie) – czeski duchowny kościoła katolickiego, biskup ordynariusz hradecki w latach 1668–1675, arcybiskup metropolita praski i prymas Czech od 1675 roku.

## Życiorys

### Edukacja i początki kariery
Urodził się w 1642 roku jako młodszy syn hrabiego Maximilian z Valdštejna i jego żony Polyxeny z domu Thalenberg. Po śmierci ojca w 1654 roku jego wychowaniem zajął się Ferdinand Arnošt z Valdštejna. Studiował filozofię u jezuitów w Pradze, a następnie teologię w Rzymie, gdzie poznał m.in. Jeana Baptiste Matheya. Jeszcze przed otrzymaniem święceń kapłańskich w 1665 roku papież Aleksander VII mianował go honorowym prałatem cesarza Leopolda I i nadał mu godność kanonika w Ołomuńcu, a następnie wrocławskiej kolegiaty Św. Krzyża i św. Bartłomieja. W 1668 roku został wybrany wielkim mistrzem Zakonu Krzyżowców z Czerwoną Gwiazdą.

### Biskup hradecki
W 1668 roku został wybrany także na biskupa ordynariusza hradeckiego, dzięki poparciu cesarza Leopolda I po przejściu na stolicę prymasowską w Pradze jej dotychczasowego biskupa Matouša Ferdinanda Sobeka z Bílenberka. Z powodu konfliktu z władzami miasta Hradec Králové przebywał poza swoją rezydencją biskupią. Nie otrzymał także prowizji papieskiej na to stanowisko. W 1671 roku przeniósł się do Wrocławia, gdzie został dziekanem dekanatu katedralnego. Dzięki staraniom swojego brata Franciszka, otrzymał przyrzeczenie objęcia biskupstwa wrocławskiego po śmierci Sebastiana von Rostocka. Zbiegło się to w czasie z uzyskaniem prowizji na diecezję hradecką. W marcu 1675 roku został konsekrowany na biskupa w katedrze św. Wita w Pradze.

### Arcybiskup praski
Za sprawą swojej wpływowej rodziny został wybrany arcybiskupem metropolitą praskim przez tamtejszą kapitułę katedralną po śmierci abpa Sobeka z Bilenberka 6 maja 1675 roku. Następnie uzyskał zatwierdzenie cesarskie i papieskie, mogąc 14 marca 1676 roku dokonać uroczystego ingresu. Jako arcybiskup praski zmierzał do odnowienia życia religijnego w Czechach oraz do ujednolicenia obrzędów religijnych. W tym celu wydał Proper Bohemiae i Rituale Romano-Pragense. Dosyć istotnym problemem była, będąca skutkiem wojny trzydziestoletniej, mała liczba kapłanów w parafiach, w tym celu sprowadzał on duchownych z ościennych diecezji. Chcąc wzmocnić lokalny patriotyzm starał się szerzyć kult czeskich patronów.
Wspierał budowę barokowych kościołów. Mieszkał w pałacu arcybiskupim na Hradczanach wybudowanym według projektów Jeana Baptiste Matheya.

### Posiadacz ziemski i śmierć
W swoich dobrach rodowych w Duchovie finansował budowę miejscowego kościoła oraz sprowadził zakon kapucynów, którzy mieli dokonać rekatolicyzacji miejscowej ludności. Swoich ubogich poddanych wspierał także ekonomicznie.
Prowadził ascetyczne życie umierając w swojej posiadłości w 1694 roku. Przez swoich poddanych uważany był za świętego, ze względu na swoją działalność duszpasterską i społeczną. Został pochowany na Hradczanach w katedrze św. Wita w kaplicy rodowej Valdštejnów.